# كمال آيت الحاج
كمال آيت الحاج هو لاعب كرة قدم مغربي من مواليد 8 ماي 1984 بمدينة مراكش، يشغل مركز مدافع بنادي أولمبيك آسفي.

## روابط خارجية
- معلومات كمال آيت الحاج على موقع كووورة